# Filitjärnen, Ångermanland
Filitjärnen är en sjö i Kramfors kommun i Ångermanland och ingår i Ångermanälven-Gådeåns kustområde. Sjön har en area på 0,213 kvadratkilometer och ligger 128,7 meter över havet. Invid sjön finns en bebyggelse vid namn Filitjärn.

## Delavrinningsområde
Filitjärnen ingår i det delavrinningsområde (699192-158273) som SMHI kallar för Mynnar i Valasjön. Medelhöjden är 180 meter över havet och ytan är 9,83 kvadratkilometer. Det finns inga avrinningsområden uppströms utan avrinningsområdet är högsta punkten. Vattendraget som avvattnar avrinningsområdet har biflödesordning 2, vilket innebär att vattnet flödar genom totalt 2 vattendrag innan det når havet efter 17 kilometer. Avrinningsområdet består mestadels av skog (63 procent) och öppen mark (10 procent). Avrinningsområdet har 0,26 kvadratkilometer vattenytor vilket ger det en sjöprocent på 2,7 procent.